# Canon EF 17-40mm f/4L USM
El Canon EF 17-40mm f/4L USM és un objectiu zoom el qual esta entre una focal gran angular i normal, de la sèrie L i amb muntura Canon EF.
Aquest, va ser anunciat per Canon el 27 de febrer de 2003, amb un preu de venta suggerit de 799€.
Aquest objectiu s'utilitza sobretot per fotografia de paisatge i arquitectura.
El 2003, aquest objectiu va guanyar el premi de Technical Image Press Association (TIPA) com a millor objectiu professional per a càmeres rèflex.

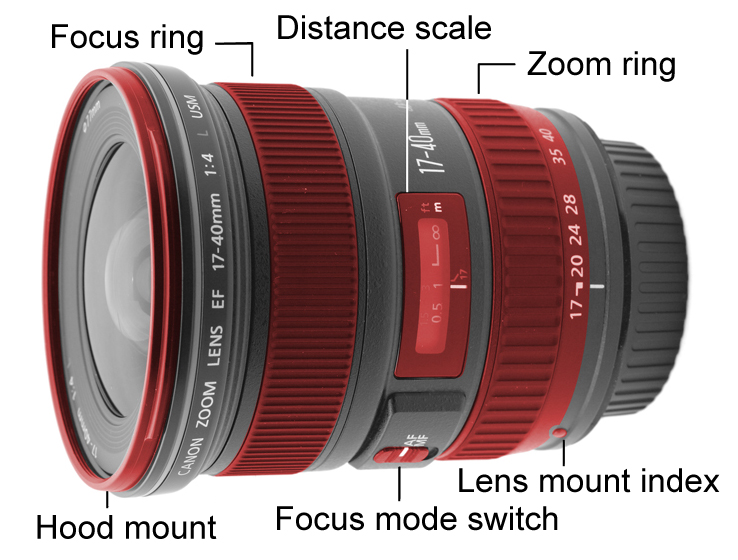
Parts de l'objectiu Canon EF 17-40mm f/4L USM

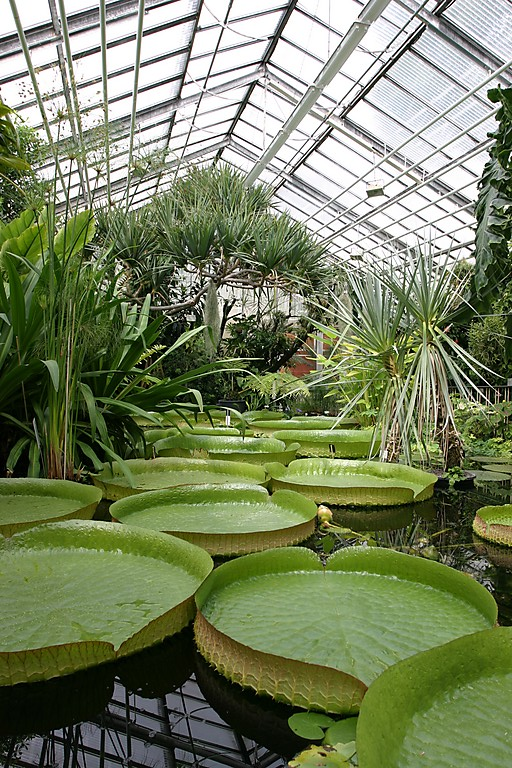
Paisatge fotografiat a 17mm amb el Canon EF 17-40mm f/4L USM

## Característiques
Les seves característiques més destacades són:
- Distància focal: 17-40mm
- Obertura: f/4 - 22
- Motor d'enfocament: USM (Motor d'enfocament ultrasònic, ràpid i silenciós)
- Distància mínima d'enfocament: 28cm
- Rosca de 77mm
- Distorisió òptica a 17mm de -3,6% (tipus barril) i a 35mm de 0,548% (tipus coixí)[4]
- A 17mm i f/5.6 l'objectiu rebaixa molt l'ombrejat de les cantonades, però és a partir de f/8 on menys apareix aquest efecte.[4]
- A 40mm i f/5.6 l'objectiu rebaixa molt l'ombrejat de les cantonades, però és a partir de f/8 on aquest efecte gairebé no s'aprecia.[4]
- Entre f/5.6 i f/8 és on l'objectiu dona la millor qualitat òptica. A 17mm i f/11 és on l'objectiu dona la millor qualitat òptica a les cantonades.[4]

## Construcció[5]
- La muntura i l'interior són metàl·lics, mentre que l'exterior i l'anell de filtre són de plàstic.
- El diafragma consta de 7 fulles, i les 12 lents de l'objectiu estan distribuïdes en 9 grups.
- Consta de tres elements asfèrics i dos lents d'ultra baixa dispersió.

## Accessoris compatibles[6]
- Tapa E-77 II
- Parasol EW-83E
- Filtres de 77mm
- Tapa posterior E
- Funda LP1319
- Tub d'extensió EF 12 II
- Tub d'extensió EF 25 II

## Objectius similars amb muntura Canon EF
- Tamron 17-35mm F2.8-4 Di OSD[7]
- Tamron SP AF 17-35mm F/2.8-4 Di LD Aspherical (IF)[8]
- Tokina AT-X 17-35mm f/4 Pro FX[9]